# Trận Mũi Hoc
La Pointe du Hoc (phát âm tiếng Pháp: [pwɛ̃t dy ɔk]), hay Mũi Hoc, là một mũi đất cao khoảng 35 m nhìn ra Eo biển Manche, nằm ở phía tây bắc Normandy, thuộc khu vực Calvados, Pháp.
Mũi Hoc được lắp đặt nhiều ụ súng máy và các lô cốt pháo phòng thủ bờ biển. Trước thời điểm diễn ra Chiến dịch Overlord, quân đội Đức đã cho gia cố và nâng cấp hệ thống phòng thủ ở Mũi Hoc với các chốt súng máy và pháo cỡ lớn mới. Tình báo Đồng Minh cho rằng khu vực Mũi Hoc có sự xuất hiện của các khẩu pháo 155 mm, có thể dùng để pháo kích vào các bãi biển lân cận. Lo sợ các khẩu pháo này sẽ làm chậm đà đổ bộ của quân Đồng Minh, vào Ngày D, các đơn vị Biệt Kích của Lục quân Hoa Kỳ đã tấn công và chiếm giữ Mũi Hoc sau khi leo lên vách đá.

## Bối cảnh
Mũ Hoc là một mảnh đất cao nhô ra Eo biển Manche và cung cấp một vị trí thuận lợi trên cao mà từ đó những khẩu súng cỡ lớn của Đức với tầm bắn 25 km có thể bắn tới cả Bãi Omaha (cách 7 km về phía đông) và Bãi Utah (cách 11 km về phía tây). Cơ quan tình báo và các đợt bay trinh sát của Đồng minh đã xác định được có 5 khẩu pháo 155 mm được đặt trong các lô cốt bê tông cốt thép trên Mũi Hoc. Các ụ pháo này được xây dựng từ năm 1943 và được dùng để làm vị trí đặt cho năm khẩu pháo GPF 155mm K418(f) chiếm được từ Quân đội Pháp. Các khẩu pháo được vận hành bởi Tiểu đoàn 2, Trung đoàn Pháo binh Phòng thủ Bờ biển 1260 (2/HKAA.1260). Để bảo vệ các khẩu pháo, các đơn vị bộ binh từ Sư đoàn Bộ binh 352 được thuyên chuyển về và đóng xung quanh Mũi Hoc.

## Trước trận đánh
Để tăng cường khả năng phòng thủ, quân đội Đức bắt đầu cho củng cố hệ thống phaó ở Mũi Hoc từ mùa xuân năm 1944, với các hệ thống lô cốt bê tông cốt thép H671 mới được xây dựng cho các khẩu pháo 155 mm cũ. Kế hoạch của họ là xây sáu lô cốt pháo nhưng hai lô cốt vẫn chưa được hoàn thành vào thời điểm Mũi Hoc bị tấn công. Lô cốt bê tông cốt thép được xây dựng ngay trên vị trí ụ pháo, nơi đặt những khẩu pháo 155 mm. Ngoài ra, một lô cốt quan sát H636 và các ụ L409a cho pháo phòng không 20mm Flak 30 cũng được xây dựng. Những khẩu pháo 155 mm được các sĩ quan của quân Đồng Minh coi là mối đe dọa lớn tới các bãi đổ bộ Utah và Omaha trong Ngày D và có khả năng gây ra nhiều thương vong lớn một khi các lô cốt pháo được hoàn thành.
Vài tháng trước khi diễn ra trận Normandy, tình báo Đồng Minh đã ghi nhận quân Đức đã liên tục đưa các khẩu pháo ra vào Mũi Hoc trong các đợt nâng cấp khác nhau. Đợt trinh sát cuối cùng ghi nhận rằng có bốn khẩu pháo 155 mm được hướng về phía Bãi Utah và hai khẩu còn lại được đặt trong các ụ lộ thiên. Trong quá trình lên kế hoạch cho Chiến dịch Overlord, Mũi Hoc được giao cho các đơn vị Biệt Kích từ Tiểu đoàn Biệt kích số 2 và 5 dưới sự chỉ huy của Trung tá James Earl Rudder, với nhiệm vụ tấn công và phá hủy các khẩu pháo để đảm bảo sự an toàn cho các bãi đổ bộ.

## Kế hoạch

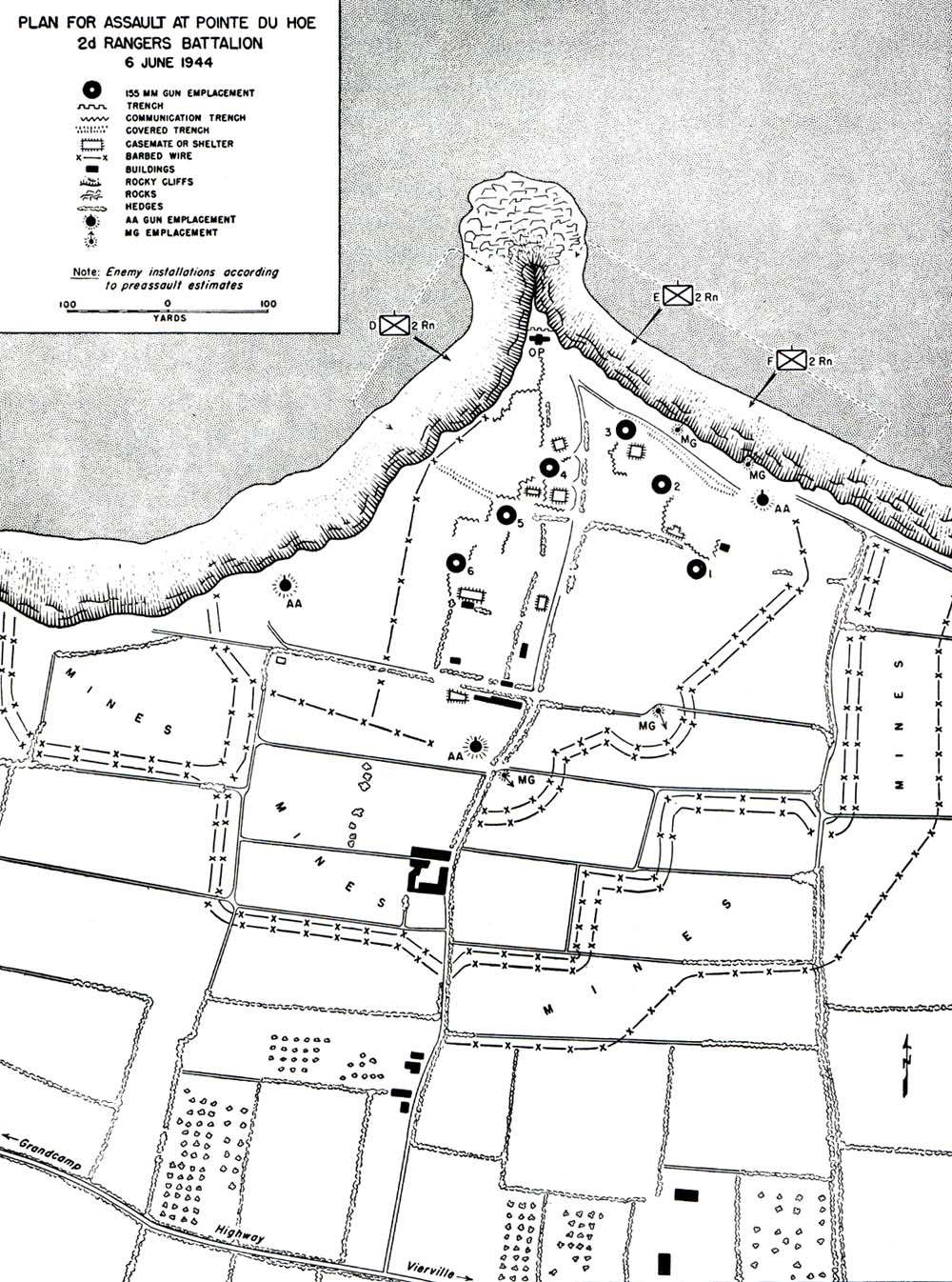
Bản đồ ghi lại vị trí đổ bộ, hướng tiến công và các mục tiêu dự định của Tiểu đoàn Biệt Kích số 2 tại Mũi Hoc, 6 tháng 6 năm 1944

Mũi Hoc nằm tại phạm vi hoạt động của Quân đoàn V dưới sự chỉ huy của Thiếu tướng Leonard Gerow. Khu vực này lúc đầu giao cho Sư đoàn Bộ binh số 1, nhưng sau đó chuyển về Trung đoàn Bộ binh 116 thuộc Sư đoàn Bộ binh 29, đơn vị đổ bộ ở cánh phải bãi Omaha và sẽ tiến về Mũi Hoc sau khi chiếm được Omaha. Hai tiểu đoàn Biệt kích số 2 và 5 được giao nhiệm vụ chiếm giữ vách đá, vô hiệu hóa các khẩu pháo, cô lập giao lộ từ Saint-Pierre-du-Mont tới Grandcamp và đợi quân tiếp viện từ Omaha đến.
Lực lượng Biệt Kích được chỉ huy bởi Trung tá James Earl Rudder. Kế hoạch ban đầu là huy động ba đại đội Biệt Kích D, E, F từ Tiểu đoàn 2 đổ bộ vào bãi biển, leo lên vách đá bằng thang, dây thừng và tấn công kẻ thù. Đại đội C sẽ đổ bộ vào khu vực phía đông với nhiệm vụ riêng là vô hiệu hóa các khẩu pháo ở phía tây Omaha. Khi cuộc tấn công diễn ra, Đại đội A và B, cùng với toàn bộ Tiểu đoàn Biệt kích số 5, sẽ chờ ở ngoài khơi và đợi tín hiệu. Nếu nhận được tín hiệu rằng mỏm đã được chiếm trước 07:00, họ sẽ tiến vào và tấn công cùng nhóm tiên phong. Nếu không, họ sẽ đổ bộ sang Bãi Omaha và tấn công Mũ Hoc từ cánh trái. Nhiệm vụ đột kích Mũi Hoc sẽ được thực hiện trước khi cuộc đổ bộ chính bắt đầu. Lực lượng Biệt Kích được huấn luyện thường xuyên và kĩ càng tại Đảo Wight, dưới sự chỉ dẫn của lính Đặc nhiệm Anh Quốc.
Thiếu tá Cleveland A. Lytle sẽ là chỉ huy ba Đại đội D, E và F thuộc Tiểu đoàn Biệt Kích số 2 trong cuộc tấn công vào Mũi Hoc. Trong buổi họp ngắn trên tàu Đổ bộ TSS Ben My Chree, ông được thông tin rằng quân Kháng chiến Pháp đã do thám khu vực và báo cáo các khẩu pháo đã được đưa đi chỗ khác. Do có chút rượu trong người từ bữa tối, Thiếu tá Lytle lên tiếng phản đối cật lực rằng đây sẽ là cuộc tấn công không cần thiết và không đáng để đánh đổi xương máu của đơn vị dưới quyền ông vào một vách đá trống rỗng. Lytle bị cách chức vài giờ trước cuộc tấn công bởi Chỉ huy Lực lượng Biệt kích, Trung tá James E. Rudder. Rudder cảm thấy rằng Lytle không đủ khả năng để chỉ huy một lực lượng cho một sứ mệnh mà anh không hề tin tưởng. Lytle sau đó được thuyên chuyển tới Sư đoàn Bộ binh 90, nơi anh được trao thưởng hai Huân chương Sao Bạc và một Huân chương Thập tự Phục vụ Xuất sắc trong giai đoạn tiếp theo của cuộc chiến.

## Diễn biến

### Đổ bộ
Đại úy Richard P. Merrill, Đại đội E, Tiểu đoàn Biệt kích số 2.
Lực lượng đổ bộ được chuyên chở bằng mười xuồng LCA, hai xuồng LCA và hai xuồng LCS chở theo đạn dược và trang thiết bị và bốn xe DUKW chở theo các tấm thang dài 30 m được cấp bởi Sở Cứu hỏa London. Họ phải di chuyển trong điều kiện gió lớn và biển động mạnh. Xuồng LCA số 860 chìm do bị sóng đánh lật, khiến gần toàn bộ thành viên trên xuồng chết đuối. Xuồng LCA số 914 chở trang bị chìm và xuồng còn lại phải vứt phần lớn số đạn và trang bị trên xuồng để giữ cho xuồng không bị nhấn chìm. Khi cách bờ khoảng một dặm, pháo cối và súng máy Đức bắt đầu bắn dữ dội vào nhóm Biệt Kích, khiến một xe DUKW và xuồng LCS số 91 bị chìm.
Do xuồng Fairmile B định vị sai vị trí nên quá trình đổ bộ gặp nhiều trở ngại. Đội Biệt Kích đổ bộ vào Mũi Hoc lúc 07:10, chậm 40 phút so với kế hoạch, với hơn một nửa lực lượng còn khả năng chiến đấu. Các pháo cối bắt đầu phóng móc dây lên đỉnh vách đá. Khi lính Biệt Kích bắt đầu leo lên vách đá, các tàu chiến Đồng Minh bao gồm thiết giáp hạm Texas, khu trục hạm Satterlee, Ellyson và khu trục hạm hộ tống Talybont bắt đầu khai hỏa để áp chế lực lượng quân Đức. Nhưng quân Đức vẫn bắn trả và đáp lựu đạn xuống vị trí của lính Biệt Kích dưới chân vách đá.

### Tấn công

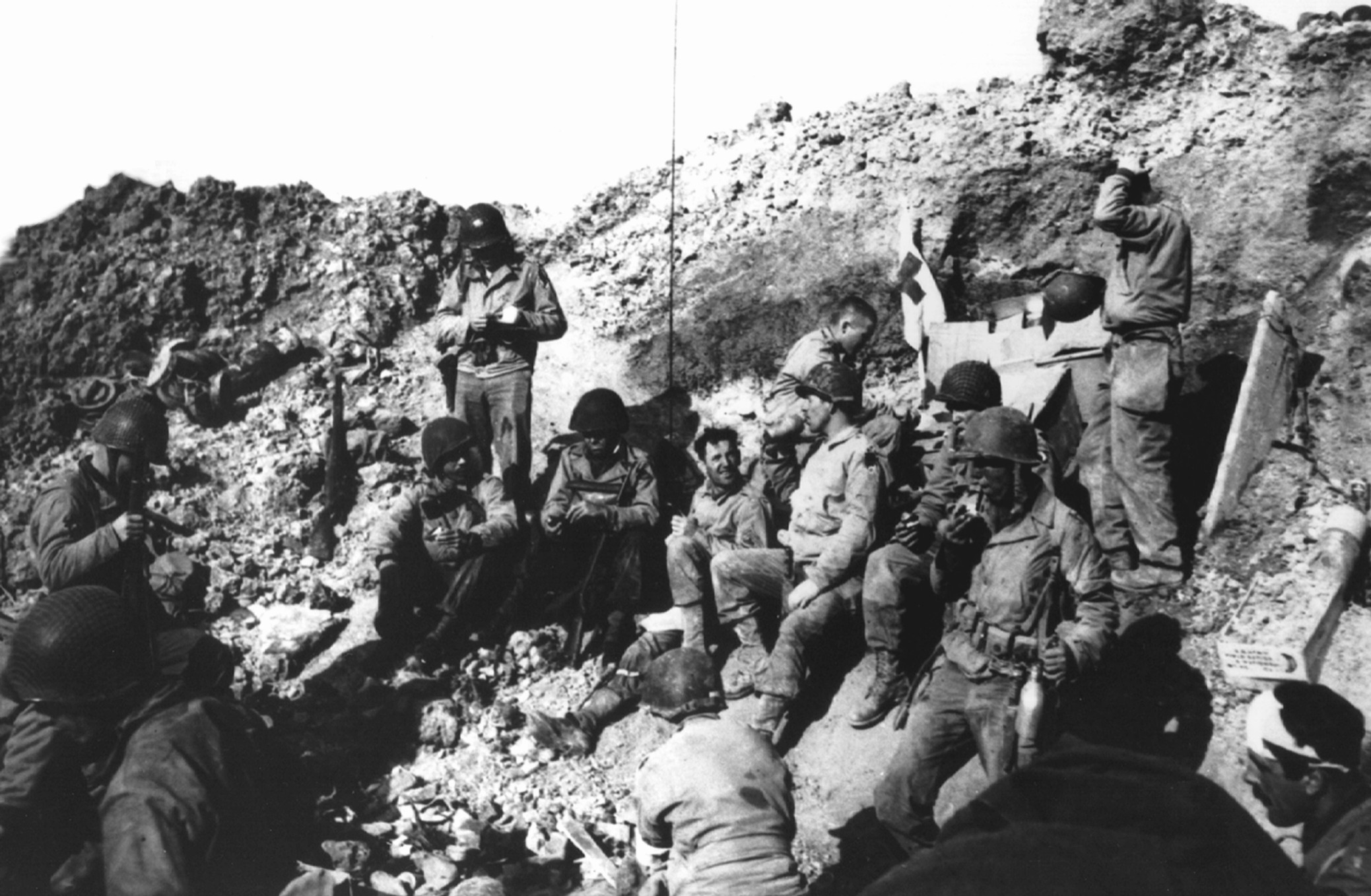
Lính Biệt Kích đang nghỉ ngơi tại Mũi Hoc

Theo kế hoạch, Đại đội A và B của Tiểu đoàn 2, cùng với toàn bộ Tiểu đoàn Biệt kích số 5, sẽ chờ ở ngoài khơi và đợi tín hiệu phát đi từ vách đá. Lúc 07:45, nhóm Biệt Kích phát đi tín hiệu "Praise the Lord" báo hiệu rằng toàn bộ lính Biệt Kích đã leo lên được mục tiêu, nhưng đã quá muộn, nhóm Biệt Kích chờ ở ngoài khơi đã di chuyển về Bãi Omaha. Nhóm Biệt Kích khoảng 500 người này đã không hoàn thành được nhiệm vụ đề ra trong kế hoạch do chiến sự ác liệt ở Bãi Omaha. Tiểu đoàn Biệt Kích số 5, dưới sự chỉ huy của Trung tá Max Schneider. đã đổ bộ vào phân khu Dog Red thay vì Dog Green. Quyết định thay đổi vị trí đổ bộ của Schneider đã giúp thương vong của Tiểu đoàn 5 đạt mức rất thấp, họ chỉ mất 6 người trong tổng số 450 người tiến về vị trí tường chắn sóng ở cuối bãi biển. Đại đội A và B của Tiểu đoàn 2 đổ bộ vào Dog Green và Dog White và chịu thiệt hại nặng nề. Tuy nhiên sự có mặt của họ ở Dog Green và Dog White đã giúp đảo ngược tình thế vốn đang hoàn toàn bất lợi với người Mỹ. Họ là một trong những đơn vị đầu tiên chọc thủng tuyến phòng thủ quân Đức ở Omaha và nhanh chóng tiến vào Vierville.
Khi lực lượng Biệt Kích leo lên được vách đá ở Mũi Hoc, họ chịu thương vong 15 người, phần lớn do hỏa lực của quân Đức ở cánh trái và hầu hết radio đều bị hỏng. Nhóm Biệt Kích phát hiện ra rằng mục tiêu chính của họ, những khẩu pháo 155 mm, đều không có mặt trên đỉnh Mũi Hoc. Trung tá Rudder cho tập hợp người lại và vài nhóm nhỏ được tách ra để đi tìm những khẩu pháo. Hai người lính Biệt Kích, Thượng sĩ Nhất Leonard G. Lomell và Trung sĩ Jack E. Kuhn thuộc Đại đội D bất ngờ phát hiện ra năm khẩu pháo được đặt sau một hàng cây cách vị trí gốc khoảng 500-600 m và được ngắm về vị trí Bãi Utah. Họ sau đó phá hủy chúng bằng lựu đạn nhiệt nhôm. Đại đội E sau đó cũng phát hiện ra kho đạn dược cho những khẩu pháo 155 mm và phá hủy chúng bằng lựu đạn nhiệt nhôm.
Dù các báo cáo ban đầu cho rằng cuộc tấn công vào Mũi Hoc là một nỗ lực lãng phí vì không tìm được pháo 155 mm của quân Đức ở đó, trên thực tế, cuộc tấn công là một thành công lớn. Đến 09:00, lực lượng Biệt Kích đã phong toả toàn bộ con đường từ Saint-Pierre-du-Mont tới Grandcamp phía sau Mũi Hoc. Cùng với năm khẩu pháo 155 mm bị phá hủy, Tiểu đoàn Biệt Kích số 2 là đơn vị Mỹ đầu tiên hoàn thành nhiệm vụ trong Ngày D.

### Quân Đức phản công
Dù lực lượng Biệt Kích đã chiếm thành công Mũi Hoc, họ vẫn hoàn toàn bị cô lập với các lực lượng Đồng Minh còn lại. Từ ngày 6 tới ngày 8 tháng 6, quân Đức liên tục tổ chức nhiều đợt phản công nhằm tái chiếm Mũi Hoc, nhưng đều bị lính Biệt Kích đánh bật ra. Tiểu đoàn Biệt Kích số 5 cùng các đơn vị thuộc Trung đoàn Bộ binh 116 đã cố gắng tiến về Mũi Hoc từ Bãi Omaha nhưng gặp kháng cự mạnh từ Trung đoàn Grenadier 914. Trung tá Rudder gửi đi một bức điện duy nhất từ chiếc radio cuối cùng: "Nhiệm vụ đã hoàn thành - cần tiếp tế đạn dược và quân tiếp viện - nhiều thương vong". Chiều 6 tháng 6, chỉ có 23 lính Biệt Kích dưới sự chỉ huy của Trung úy Charles H. Parker Jr từ Đại đội A đổ bộ vào Omaha có thể tiến vào tiếp viện cho Tiểu đoàn 2. Trên thiết giáp hạm Texas, một cuộc họp nhỏ diễn ra về việc quyết định đưa 84 lính Thủy quân Lục chiến trên tàu vào Mũi Hoc tiếp viện cho lính Biệt Kích. Vào những phút cuối cùng, chỉ thị từ cấp trên chuyển xuống rằng không cho phép bất kì lính Thủy quân Lục chiến nào đặt chân lên bờ hoặc làm nhiệm vụ hỗ trợ các xuồng đổ bộ của Lục quân.
Đến đêm, quân Đức tiến hành các cuộc tấn công nhỏ lẻ. Họ nhiều lần chọc thủng phòng tuyến của Mỹ nhưng sau đó đều bị lính Biệt Kích đẩy lùi. Đạn dược gần cạn và quân tiếp viện vẫn chưa đến. Ngoài ra, nhiều lính Biệt Kích bị bắt làm tù binh vì tuyến phòng thủ của họ quá mỏng và các đơn vị bị phân tán.
Ngày 7 tháng 6, chiến sự vẫn diễn ra ác liệt. Quân Đức tập trung phản công ở phía tây Mũi Hoc, xung quanh hệ thống boongke phòng không, với sự hỗ trợ của một khẩu pháo 88 mm. Rudder từ bỏ ý định bảo vệ boongke và cho rút lui khỏi boongke sau khi đã mất hai mươi binh sĩ. Ở những nơi khác, thương vong của đơn vị Biệt Kích tăng cao do bị hỏa lực bẳn tỉa của Đức tấn công quấy rối. Đồng thời biển động mạnh khiến việc di tản thương binh gặp nhiều khó khăn.
Sáng ngày 8 tháng 6, quân Đức phản công lần cuối cùng, nhưng đến khoảng giữa trưa, quân tiếp viện Mỹ từ Bãi Omaha bao gồm Tiểu đoàn Biệt Kích số 5 và Tiểu đoàn 1, Trung đoàn Bộ Binh 116, cùng với xe tăng thuộc Tiểu đoàn Xe tăng 743 bắt đầu tiến vào Mũi Hoc và giải cứu đơn vị của Trung tá Rudder. Bị áp đảo hoàn toàn, quân Đức phải rút lui về sông Aure, phía nam vị trí N13.

## Thương vong

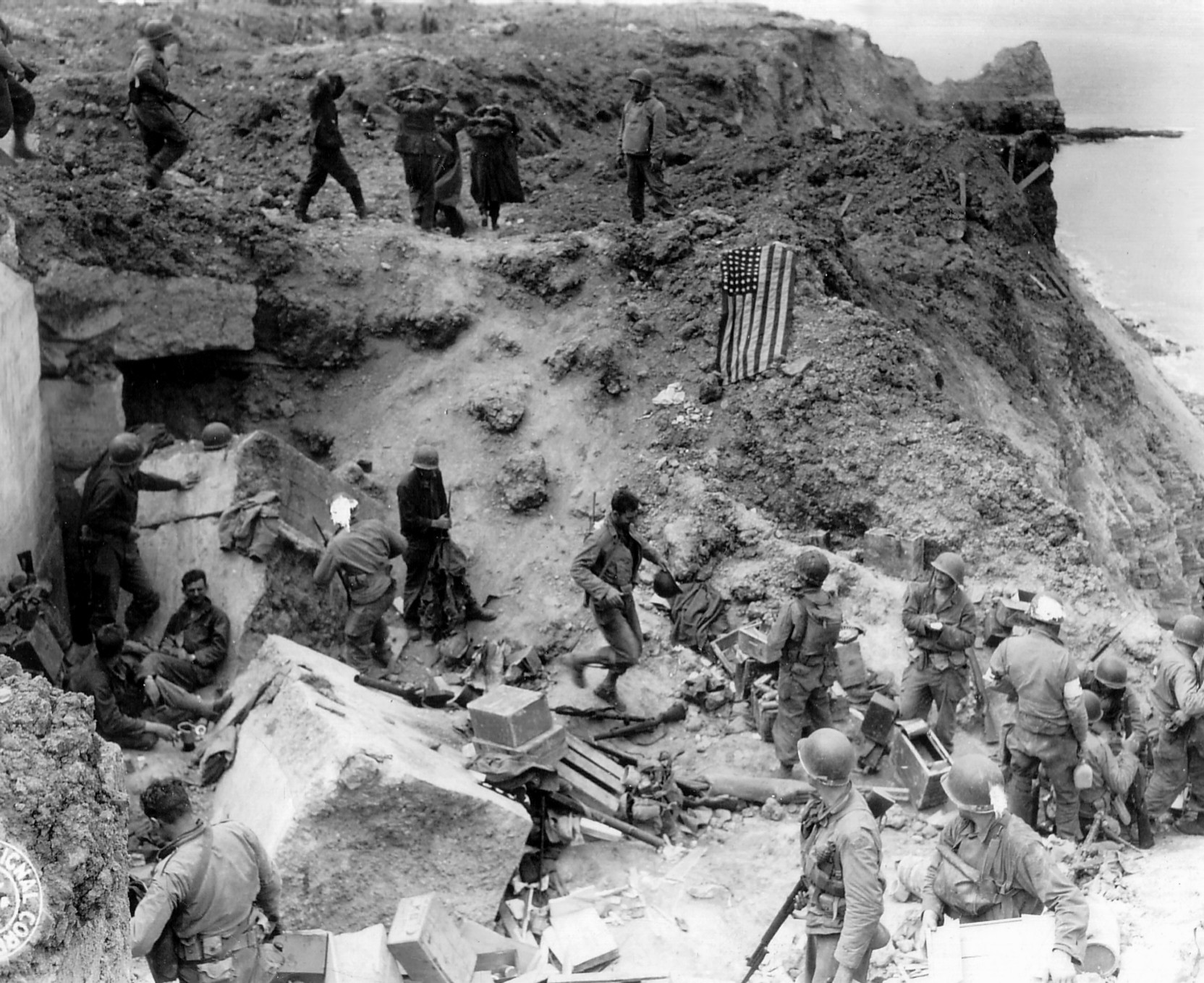
Lính Biệt Kích đang áp giải tù binh Đức về điểm tập kết.

Sau hai ngày chiến đấu, trong tổng số lực lượng Biệt Kích gồm 225 người ban đầu, 135 người tử trận, bị thương hoặc bị bắt làm tù binh, chiếm hơn 70% quân số. Chỉ còn 90 người còn khả năng chiến đấu. Sau trận đánh, lính Biệt Kích báo cáo rằng nhiều dân thường Pháp đã hợp tác với quân Đức để chống lại họ. Một số lượng nhỏ dân thường Pháp được cho là đã bắn vào lính Mỹ hoặc hợp tác với quân Đức đều bị bắt sau đó và bị xử tử. Thương vong của lính Đức trong thời điểm lính Biệt Kích chiếm vách đá chưa rõ, nhưng họ mất hơn 50 người, 40 người bị thương và khoảng 100 người bị quân Mỹ bắt làm tù binh trong các đợt phản công tái chiếm Mũi Hoc.

### Sách tham khảo
- Anon (1946). "Pointe Du Hoc 2d Ranger Battalion ngày 6 tháng 6 năm 1944". Small Unit Actions (CMH Pub 100-14). American Forces in Action . Washington, DC: Historical Division, War Dept. OCLC 14207588. Bản gốc lưu trữ ngày 31 tháng 7 năm 2014. Truy cập ngày 22 tháng 12 năm 2021.
- Harrison, G. A. (1951). Cross-Channel Attack (PDF). United States Army in World War II: The European Theater of Operations. Washington, DC: Office of the Chief of Military History, Department of the Army. OCLC 606012173. Bản gốc (PDF) lưu trữ ngày 21 tháng 12 năm 2016. Truy cập ngày 9 tháng 6 năm 2014.
- O'Donnell, P. K. (2012). Dog Company: the Boys of Pointe Du Hoc: the Rangers Who Accomplished D-Day's Toughest Mission and Led the Way Across Europe. Cambridge MA: Da Capo Press. ISBN 978-0-30682-029-8.
- Zaloga, S. J. (2009). Rangers Lead The Way, Pointe-du-Hoc D-Day 1944. Raid. Quyển 1. Oxford: Osprey. ISBN 978-1-84603-394-0.
- Sterne, G. (2019). The cover up at Pointe du Hoc - The History of the US Army Rangers 1st Jan-9th June 1944. Quyển 1&2. Barnsley: Pen & Sword. ISBN 9781473823747.